# جيسي شيزي
جيسي شيزي (بالإنجليزية: Jessie Chisi)‏، هي مخرجة وكاتبة سيناريو زامبية.

## وصلات خارجية
- الموقع الرسمي
- جيسي شيزي في قاعدة بيانات الأفلام على الإنترنت